# 新华路街道 (金昌市)
新华路街道，是中华人民共和国甘肃省金昌市金川区下辖的一个乡镇级行政单位。

## 行政区划
新华路街道下辖以下地区：
昌华里社区、昌荣里社区和昌泰里社区。